# 10828 Tomjones
10828 Tomjones (1993 TE5) là một tiểu hành tinh vành đai chính được phát hiện ngày 8 tháng 10 năm 1993 bởi Spacewatch ở Kitt Peak. The asteroidđược đặt tên theo tên của Thomas David Jones, NASA astronaut và planetary scientist.